# Ant (Norfolk)
Ant (ang. River Ant) – rzeka we wschodniej Anglii (Wielka Brytania), w hrabstwie Norfolk, dopływ rzeki Bure.
W dolnym biegu płynie pośród mokradeł, objęta obszarem ochrony przyrody The Broads.